# Цагельня (Гомельский район)
Цагельня (бел. Цаге́льня) — посёлок в Гомельском районе Гомельской области Беларуси. В составе Прибытковского сельсовета.

## География

### Расположение
В 2 км от железнодорожной станции Уть (на линии Гомель — Чернигов), 7 км на юг от Гомеля.

## Транспортная сеть
Рядом автодорога Старые Ярыловичи — Гомель. Планировка состоит из широтной улицы, в центре какой застройка приобрела вид квадрата. Строения преимущественно деревянные усадебного типа.

## История
Основан в начале XX века переселенцами из соседних деревень. В 1931 году жители вступили в колхоз. Большая часть жителей работала на разных предприятиях Гомеля. В 1959 году центр совхоза «Южный». Расположены библиотека, фельдшерско-акушерский пункт, детский сад, клуб, отделение связи.

## Экономика
- ОАО "Агрокомбинат «Южный»
- Новобелицкое лесничество
- Питомник растений
- Деревообрабатывающее предприятие

## Население

### Численность
- 2019 год — 1361 человек

### Динамика
- 1959 год — 105 жителей (согласно переписи).
- 2004 год — 350 хозяйств, 1020 жителей.
- 2009 год — 1277 жителей

## Достопримечательность
- Храм Введения во храм Пресвятой Богородицы